# 三道岗镇
三道岗镇是中国黑龙江省哈尔滨市依兰县下辖的一个镇，镇位于依兰县城东南。

## 行政区划
桥头溪乡下辖以下地区：
振兴村、长岭子村、永平村、护林村、民政村、胜利村、宝山村、长太村、苇子沟村、北兴村、东河村、兴城村、三道岗村、前进村、电报村、久兴村、富强村、隆兴村、丰旺村和高产村。